# Ulomorpha nigronitida
Ulomorpha nigronitida är en tvåvingeart som beskrevs av Alexander 1920. Ulomorpha nigronitida ingår i släktet Ulomorpha och familjen småharkrankar. Inga underarter finns listade i Catalogue of Life.